# 曹奐
曹 奐（そう かん）は、三国時代の魏の第5代皇帝。もとの名は璜。諡号は元帝。武帝曹操の孫にあたる。

## 生涯
燕王曹宇の子として生まれる。甘露2年（257年）、常道郷公に封じられた。
先代皇帝の曹髦が司馬昭の専横に憤り、甘露5年（260年）5月、司馬昭を取り除こうとしたが、逆に殺害された（甘露の変）。同年6月、曹奐が後継として即位したが、実態は司馬昭の傀儡に過ぎなかった。
景元元年（260年）、司馬昭を相国、晋公にした。実父の曹宇が「臣」と称して上表したので、曹奐は直ちに詔勅を下し先例を調査した上で、特別待遇を認めた。景元3年（262年）、曹操の廟庭に功臣1人を祭った。
景元4年（263年）8月、鄧艾・鍾会らが蜀を攻め、同年11月、これを滅ぼした（蜀漢の滅亡）。
咸熙元年（264年）3月、司馬昭を晋王とした。
咸熙2年（265年）8月、司馬昭が死去し司馬炎が跡を継いだ。同年12月、曹奐は司馬炎に禅譲し、魏は5代45年で滅亡して晋に替わった。司馬懿の弟の司馬孚は退位した曹奐の手を取り、涙を流しつつ、今後も魏の臣下であると述べた。退位後は陳留王に封じられ、鄴に移り住んだ。
八王の乱の最中の太安元年（302年）に57歳で死去した。恵帝より元皇帝と諡された。

## その後の曹氏
曹奐の没後も晋朝および南朝宋冊封下の諸侯王として存続していた様子がある。子孫は魏の滅亡から200年以上、二王朝の下で陳留王を相続した。
曹奐の子の名は不明だが、曹奐が死んだ2年後、永興元年（304年）に西晋の成都王司馬穎に九錫を下賜された際、陳留王（名不詳）が司馬穎に貂蝉・文衣・鶡衣を贈ったと『晋書』「恵帝紀」にある。太寧3年（325年）、曹操の玄孫である曹勱が東晋によって陳留王に封じられた。升平2年（358年）に死去し、興寧元年（363年）に子の曹恢が跡を継いだ。曹恢は太元3年（378年）に死去し、太元8年（383年）に子の曹霊誕が跡を継いだ。曹霊誕は義熙4年（408年）に死去した。
元熙2年（420年）、劉裕が東晋から禅譲を受けて南朝宋を建国したが、劉裕に禅譲を勧める上奏に、陳留王曹虔嗣が名を連ねている。曹虔嗣は同年に死去し、弟の曹虔秀が跡を継いだ。曹虔秀は大明6年（462年）に死去し、子の曹銑が跡を継いだ。曹銑は元徽元年（473年）に死去した。昇明3年（479年）、蕭道成が南朝宋から禅譲を受け南朝斉となったが、蕭道成に禅譲を勧める上奏に、陳留王曹粲が名を連ねている。同年8月、曹粲は王位を除かれた。